# Куяби, Па
Па Сайку Куяби (англ. Pa Saikou Kujabi; 10 декабря 1986, Серекунда, Гамбия) — гамбийский футболист, защитник. Выступал за сборную Гамбии и клубы «Хокс», ГАК, «Рид», «Франкфурт», «Хиберниан», «Уайтхок» и «Соэм Таун Рейнджерс».

## Карьера

### Клубная
Играть начал на родине, в клубе «Хокс» (Банжул), вместе с которой в 2003 году вышел в финал Кубка Гамбии, где команда Па потерпела поражение. В 2004 году перешёл в австрийский клуб ГАК, 9 апреля 2005 года дебютировал за свою новую команду, которая по итогам сезона стала вице-чемпионом Австрии. В 2007 году перешёл в «Рид», за который 11 июля 2007 года дебютировал. А спустя три дня, 14 июля, забил первый гол. В 2009 году подписал контракт с немецким «Франкфуртом», в котором дебютировал 9 августа 2009. Летом 2010 года Куяби покинул клуб. В январе 2012 года прибыл на просмотр в шотландский «Хиберниан», ранее неудачно просматривался в «Портсмуте», «Вест Хэме» и «Куинз Парк Рейнджерс». По итогом просмотра в «Хайбз» был подписан контракт на 18 месяцев. 4 февраля сыграл первый матч в новой команде.

### Международная
С 2007 по 2012 годы выступал за сборную Гамбии, сыграв 15 матчей.

## Достижения
«Хоукс Банжул»
- Финалист Кубка Гамбии: 2003

 ГАК
- Вице-чемпион Австрии: 2005